# Hurva-synagoge

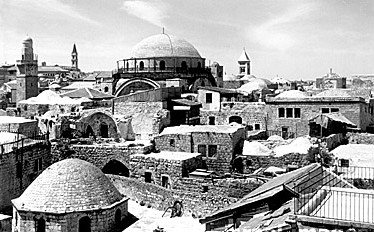
De Hurva-synagoge voor 1948

De Hurva-synagoge (Hebreeuws. בית הכנסת החורבה, Beit HaKnesset HaHurba, volledige naam: Churvat Rabbi Jehuda Hechassid) in de Joodse wijk van de Oude Stad Jeruzalem is een Asjkenazische synagoge en was een van de belangrijkste synagogen van de Jisjoev. Tot de verwoesting door Jordaanse troepen tijdens de Arabisch-Israëlische Oorlog van 1948 was het de hoofdsynagoge van Jeruzalem.

## Eerste bouw
In 1700 begonnen Asjkenazische Joden die afkomstig waren uit Polen met de bouw van de synagoge onder leiding van rabbijn Judah HeHasid nabij de Ramban-synagoge die in 1589 gesloten was door de Ottomaanse heersers. De synagoge moest een nieuw middelpunt worden voor de groeiende Joodse gemeenschap in Jeruzalem. Na het overlijden van Judah HeHasid kwam het bouwproces in de problemen. Dit leidde in 1720 tot een bouwstop en de verdrijving van de Asjkenazische gemeenschap uit Jeruzalem. Het gebouw werd in 1721 door de Arabische geldschieters in brand gestoken. De onvoltooide en uitgebrande synagoge werd bekend onder de naam Hurva, hetgeen ruïne betekent.

## Voltooiing
In 1816 kwam rabbijn Menachem Mendel Ha Shklov uit Safed naar Jeruzalem en wist de Asjkenazische gemeenschap te bevrijden van de uitstaande schulden. Hiermee was één probleem dat de voltooiing verhinderde opgelost. Een ander probleem was dat de Ottomaanse heersers iedere bouw van synagogen verboden hadden.
In 1832 kwam Mohammed Ali van Egypte in Jeruzalem aan de macht. Hij versoepelde het bouwverbod in zoverre dat bestaande synagogen gerepareerd mochten woren. In 1836 kon met hulp van Salomon Rothschild bereikt worden dat het bouwverbod werd opgeheven. Met een aanzienlijke ondersteuning van de familie Rothschild en anderen, waaronder koning Frederik Willem IV van Pruisen kon de bouw worden voortgezet. De synagoge werd volgens het ontwerp van Assad Effendi im neobyzantijnse stijl gebouw en in 1856 als allereerste koepelsynagoge gerealiseerd. Met vensterbogen van 12,8 meter hoog en een plafondhoogte van 25 meter was de synagoge een van de grootste gebouwen van Jeruzalem en van verre zichtbaar.
De synagoge kreeg de naam Beis Yaakov (Huis van Jacob), verwijzend naar Jakob Rothschild, de vader van de twee belangrijkste personen die de bouw financieel mogelijk maakten, de broers Alphonse en Edmond Rothschild. In de volksmond bleef de synagoge bekend onder de naam Hurva.
Gedurende een periode van 84 jaar was de Hurva-synagoge de belangrijkste synagoge van de Jisjoev. Hier was de grootste Jesjiva van Jeruzalem gevestigd en werden de Asjkenazische opperrabbijnen ingewijd. Op 3 februari 1901 werd op deze plaats een herdenkingsdienst voor de overleden Koningin Victoria gehouden uit dankbaarheid voor haar steun aan de Joodse gemeenschap.

## 1948

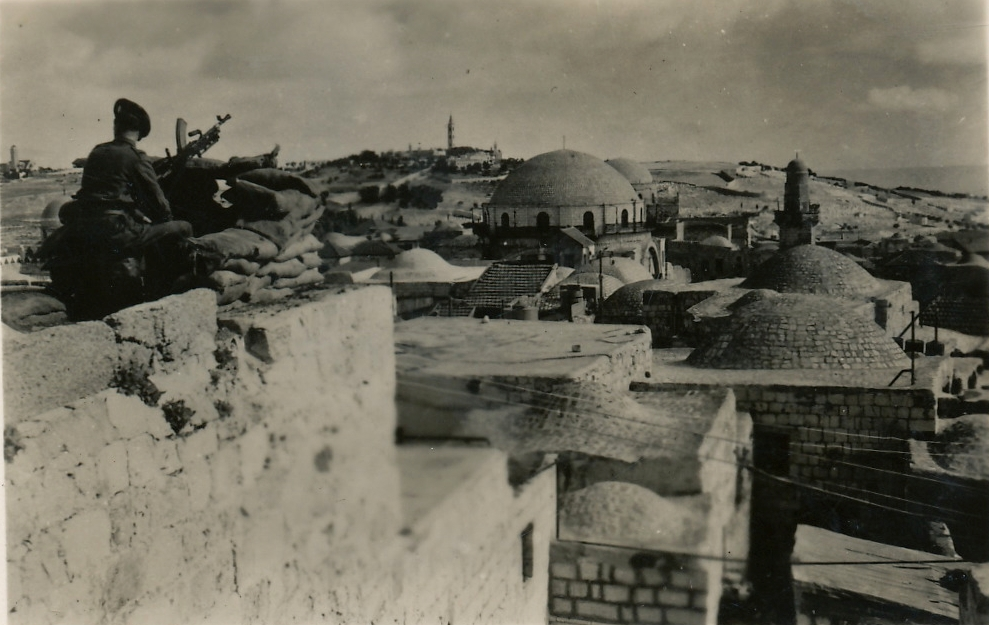
Uitzicht vanuit de Armeense wijk naar het oosten, met uitzicht op de Hurva-synagoge. De Britse militairen trokken zich in 1948 terug

Tijdens de Arabisch-Israëlische Oorlog van 1948 was de Hurva-synagoge vanwege haar grootte en ligging strategisch van belang. De Hagana gebruikte de synagoge bij de verdediging van Jeruzalem. Het Brits-Jordaanse Arabisch Legioen eiste via het Rode Kruis de overgave van de verdedigers, die werd afgewezen. Daarop werd de synagoge veroverd en twee dagen later opgeblazen.
De Jordaanse commandant, majoor Abdullah el Tell, becommentarieerde de overwinning met de woorden: "Voor de eerste keer in duizend jaar bevindt zich geen enkele Jood in het Joodse kwartier. Geen enkel gebouw is intact. Dit maakt de terugkeer van de Joden hier onmogelijk."

## Vanaf 1967
Nadat de Joodse wijk tijdens de Zesdaagse Oorlog door Israël op Jordanië heroverd was kwamen meerdere plannen tot stand om op de plaats van de Hurva-synagoge een nieuwe synagoge te bouwen. Deze konden door meningsverschillen tussen de architecten en archeologen niet gerealiseerd worden. Wel werd in 1977 de 16 meter hoge grote boog van de synagoge gereconstrueerd. In de vorm van ruïne diende de synagoge als gedenkteken.
In de zomer van 2003 werden op een 300 m² groot areaal van de ruïne opgravingen gedaan door het archeologisch instituut van de Hebreeuwse Universiteit van Jeruzalem. Hier werden vondsten gedaan uit de tijd van de eerste Tempel (800-600 v.Chr.), de tweede Tempel (100 n.Chr.), de Byzantijnse en de Ottomaanse tijd.
In 2005 werd besloten de synagoge naar de oude plannen van Assad Effendi te herbouwen. De opdracht hiervoor kreeg architect Nahum Meltzer uit Jeruzalem. Op 15 maart 2010 werd de synagoge opnieuw ingewijd.

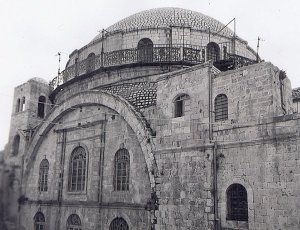
De Hurva-synagoge voor de verwoesting in 1948
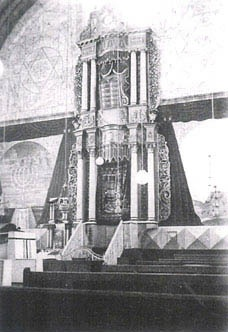
Interieur voor de verwoesting in 1948
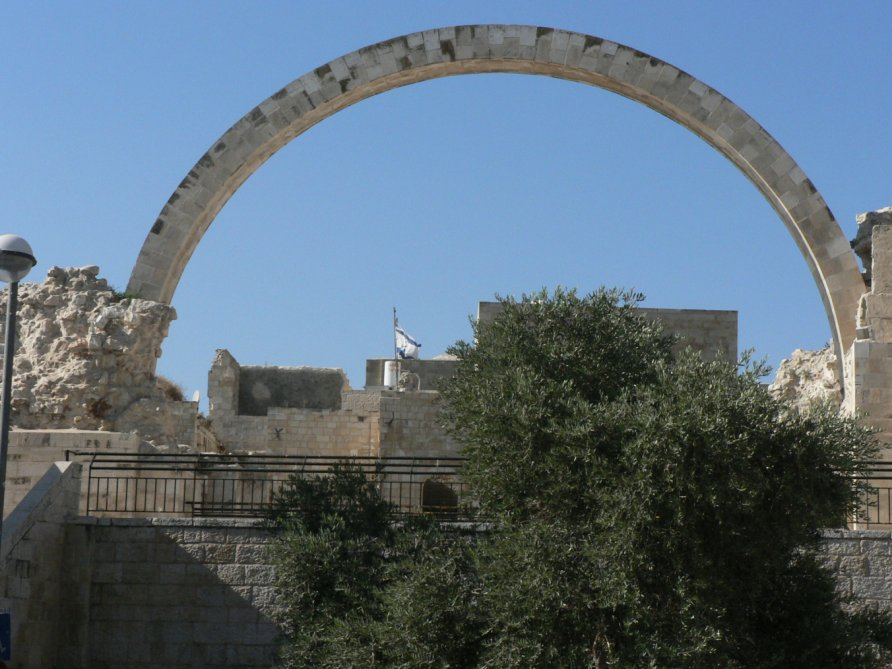
De in 1977 herstelde grote boog
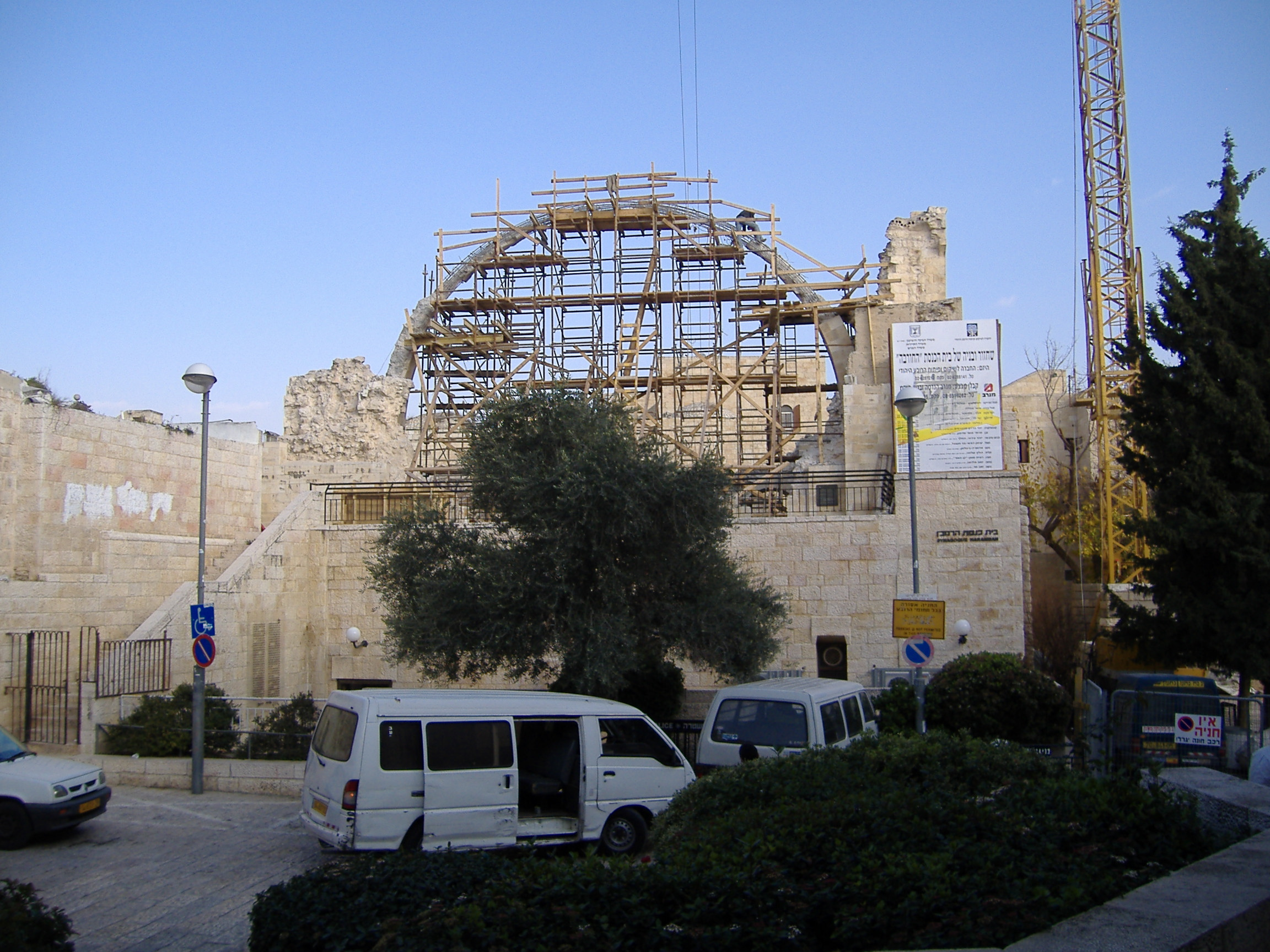
De grote boog (januari 2007)
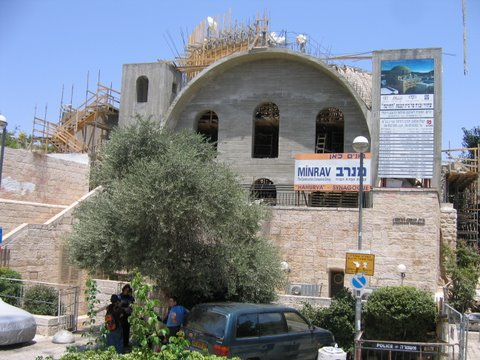
Tijdens de reconstructie (juli 2007)

## Omgeving
De Hurva-synagoge staat in de buurt van een aantal andere synagogen: de Ramban-synagoge, de Tiferet Jisrael-synagoge en een complex van vier Sefardische synagogen.